# Adèle Gay
Adèle Gay, née le 16 octobre 2004 à Louviers, est une athlète française spécialisée dans les épreuves de demi-fond. Médaillée d'or sur 1500 m lors des Championnats de France 2025, elle est également vice-championne d'Europe Espoirs sur la même distance lors des Championnats d'Europe U23 2025.

## Carrière

### Des débuts prometteurs (2012 - 2022)
Adèle Gay commence l'athlétisme à Val-de-Reuil où elle est entraînée par Jean-Claude Hurel. Plutôt orientée à l'origine vers le saut en hauteur, le 200 m haies et le 1000 m, c'est la pratique du cross qui va la pousser à se diriger vers les longues distances dès ses années cadettes. En 2021, son entraîneur quitte le club, ce qui va la pousser à partir en Sport-étude alors même que l'année de terminale a déjà commencé. Elle rejoint alors la section sportive du lycée de la Hotoie à Amiens. À partir de septembre 2024, elle évolue sous les couleurs de l'Amiens UC où elle s'entraîne au sein de la ''PM Elite Team'' sous la direction de Pascal Machat (ancien entraîneur de Antoine Martiak). Côté études, elle poursuit une licence en sciences sociales dont elle aménage la 3e année afin de pouvoir doubler son nombre d'entraînement (9 par semaines).

### Saison 2023: Premières incursions en Grands Championnats
Lors des Championnats de France Juniors en salle à Lyon, elle devient championne de France sur 800 m.
Au cours de la saison estivale et pour sa dernière saison juniors, elle décide de se focaliser davantage sur le 1500 m pour tenter de participer aux Championnats d'Europe Juniors 2023 à Jérusalem alors qu'elle peine à atteindre les minima sur 800 m. Son changement se confirme avec un titre de championne de France Juniors qui l'amènera in fine à se qualifier en finale des Europe U20. Adèle Gay se retrouve dépassé par l'enjeu de la course et termine seulement à la 11e position (4 min 28 s 10),,.
En terminant deuxième du cross National Bayard à Pontcharra, Adèle Gay se qualifie pour les Championnats d'Europe de cross à Bruxelles où elle se classera 20e de la course U20 et terminera à la 4e place au classement par équipe,.

### Saison 2024: Confirmation dans la catégorie Espoirs
Lors des Championnats de France Espoirs à Albi, Adèle Gay devient championne de France sur 1500 m en 4 min 37 s 41 au terme d'une course très disputée et lors de laquelle l'écart entre les trois premières coureuses de tête était de moins d'une seconde.

### Saison 2025: La consécration chez les Élites
Lors des Championnats de France en salle à Miramas, elle arrache la deuxième place du 1500 m devant Bérénice Cleyet-Merle, seulement devancée par Agathe Guillemot. Elle est cependant disqualifiée pour un ''franchissement de ligne octroyant un avantage matériel'', ce qui invalide de facto le record de France Espoirs qu'elle avait établit (4 min 12 s 02).
Le 10 juin, elle établit son nouveau record personnel sur 1500 m en prenant la 3e place du meeting de Montreuil (4 min 07 s 54),.
Aux Europe Espoirs à Bergen, elle s'avance avec le statut de meilleure performeuse européenne U23 de la saison (4 min 00 s) et remporte facilement sa série. En finale, elle termine en deuxième position (4 min 08 s 79) après un duel intense avec la Turque Dilek Koçak dans les 150 derniers mètres qui la devancera d'un dixième de seconde seulement,,,,,.
Malgré son titre de vice-championne d'Europe Espoirs et sa première place en série, Adèle Gay n'est pas la favorite pour le titre de championne de France Elite à Talence tant Agathe Guillemot semble au-dessus du lot en termes d'expérience, de palmarès et de performance. Lors de la finale, cette dernière part très fort d'emblée avec pour objectif d'émousser les concurrentes aussi vite que possible. Contre toutes attentes, Adèle Gay s'accroche à la foulée d'Agathe Guillemot. Face au retour de Bérénice Cleyet-Merle, elle accélère dans le dernier virage et coiffe au poteau la championne d'Europe en salle dans la dernière ligne droite. Cette performance s'accompagne d'un nouveau record personnel, amélioré de presque 3 secondes (4 min 04 s 12). Il s'agit du nouveau record de France Espoirs (auparavant détenu par Florence Giolitti depuis 1987),,,,,,,.

## Palmarès
| Date | Compétition                             | Lieu        | Résultat | Epreuve | Temps         |
| ---- | --------------------------------------- | ----------- | -------- | ------- | ------------- |
| 2021 | Championnats de France Cadets en salle  | Miramas     | 2e       | 1 500 m | 4 min 37 s 59 |
| 2022 | Championnats de France Juniors en salle | Nantes      | 3e       | 800 m   | 2 min 10 s 90 |
| 2022 | Championnats de France Juniors          | Mulhouse    | 2e       | 800 m   | 2 min 12 s 01 |
| 2023 | Championnats de France Juniors en salle | Lyon        | 1re      | 800 m   | 2 min 10 s 54 |
| 2023 | Championnats de France Juniors          | Chateauroux | 1re      | 1 500 m | 4 min 29 s 60 |
| 2023 | Championnats de France Espoirs 5 km     | Saint-Omer  | 2e       | 5 km    | 16 min 32     |
| 2024 | Championnats de France Espoirs          | Albi        | 1re      | 1 500 m | 4 min 37 s 41 |
| 2024 | Championnats de France Espoirs 5 km     | Saint-Omer  | 3e       | 5 km    | 16 min 14     |
| 2025 | Championnats de France Espoirs en salle | Nantes      | 1re      | 1 500 m | 4 min 15 s 98 |
| 2025 | Championnats de France                  | Talence     | 1re      | 1 500 m | 4 min 04 s 12 |

| Date | Compétition                            | Lieu      | Résultat | Epreuve              | Temps         |
| ---- | -------------------------------------- | --------- | -------- | -------------------- | ------------- |
| 2023 | Championnats d'Europe Juniors          | Jérusalem | 11e      | 1 500 m              | 4 min 28 s 89 |
| 2023 | Championnats d'Europe de cross-country | Bruxelles | 20e      | Cross (Juniors)      | 19 min 57 s   |
| 2023 | Championnats d'Europe de cross-country | Bruxelles | 4e       | Par équipe (juniors) | 46 points     |
| 2025 | Championnats d'Europe Espoirs          | Bergen    | 2e       | 1 500 m              | 4 min 08 s 89 |

## Records personnels
| Epreuve | Performance   | Lieu         | Date            |
| ------- | ------------- | ------------ | --------------- |
| 400 m   | 57 s 87       | Val-de-Reuil | 20 mai 2023     |
| 800 m   | 2 min 02 s 76 | Huizingen    | 5 juillet 2025  |
| 1500 m  | 4 min 04 s 12 | Talence      | 2 août 2025     |
| 5 km    | 16 min 14 s   | Saint-Omer   | 27 octobre 2024 |
| Hauteur | 1 m 50        | Val-de-Reuil | 12 mai 2024     |